# Pokémon Stadium
Pokémon Stadium lub Pokémon Stadium 2 w Japonii – gra cRPG z serii Pokémon. Gra została stworzona przez firmę Nintendo na konsolę Nintendo 64. Premiera jej miała miejsce 30 kwietnia 1999 roku – Japonia, 29 lutego 2000 roku – Ameryka Północna i 31 grudnia 2000 roku – Europa. Choć w Ameryce Północnej i w Europie gra jest znana jako Pokémon Stadium, jest to sequel gry Pokémon Stadium wydanej wcześniej (1 sierpnia 1998) wyłącznie w Japonii.

## Pierwsza wersja z 1 sierpnia 1998 (wyłącznie w Japonii)
W wersji tej do wyboru były tylko 42 Pokémony, zamiast 151 dostępnych w grach Pokémon Red/Blue/Yellow. Pozostałe Pokémony były widoczne w Pokédeksie, ale brakowało do nich animacji i nie można ich było użyć w grze. Pierwotnie ta gra miała być przeznaczona na Nintendo 64DD, ale po komeryjnym niepowodzeniu tej konsoli, wydano ją w formie kartridża dla Nintendo 64, wyłącznie w Japonii. Gra była krytykowana za wysoki poziom trudności. Numer seryjny tej wersji to: NUS-CPSJ-JPN

## Druga wersja z 30 kwietnia 1999
Jest to nowsza i ulepszona wersja, która w Japonii została wydana jako Pokémon Stadium 2, a w Ameryce Północnej i w Europie jako Pokémon Stadium. W przeciwieństwie do pierwszej wersji Pokémon Stadium, w tej wersji są już wszystkie 151 Pokémony, oprócz tego poziom trudności pojedynków został obniżony. Numery seryjne tej wersji to: NUS-CP2J-JPN (Japonia), NUS-NPOE-USA (USA), NUS-NPOP-EUR (Europa, wer. ang.). W Europie wydano też wersje w innych językach np. niemieckim (NUS-NPOD-NOE), francuskim (NUS-NPOF-FRA).

## Sequel
Gra dociekała się kontynuacji w grze Pokémon Stadium 2 w Ameryce Północnej i w Europie, wydanej w Japonii pod nazwą Pokémon Stadium Kin Gin.

## Opis Gry
Gra Pokémon Stadium nie posiada fabuły. Postęp w grze możemy uzyskać przez wygrywanie Pucharów (Cups) na Stadionie i ukończenie Gym Leader Castle. Po wygraniu wszystkich Pucharów i przejściu Gym Leader Castle pojawia się Mewtwo nad Stadionem. Pokonanie Mewtwo odblokowuje 2 rundę, w której gracz ponownie musi przejść Stadion, Gym Leader Castle i pokonać Mewtwo, co kończy grę.

### Stadion (Stadium)
Turnieje Pokémonów odbywają się na Stadionie. Można wziąć udział w 4 Pucharach (Cups). Gracze wybierają zespół złożony z 6 Pokémonów, w dowolnej kombinacji wypożyczonych Pokémonów i Pokémonów zaimportowanych z gry z Game Boya. Każda runda składa się z 8 walk 3-na-3 Pokémony, a Poké i Prime Cups składają się z 4 rund, nazwanych po Poké Ballach (Poké Ball, Great Ball, Ultra Ball, Master Ball), które muszą zostać wygrane, aby zdobyć Puchar.

### Gym Leader Castle
Gracz może walczyć z 8 Przywódcami Gymów (Gym Leaders) z Kanto, występującymi w grach na Game Boya, oraz Elite Four i Mistrzem (Rywalem). Jednak, zanim można będzie walczyć z Przywódcą Gymu, najpierw trzeba pokonać 3 trenerów. Za każdym razem, gdy gracz pokona Elite Four, dostanie jako nagrodę jednego z ośmiu, przypadkowo wybranego, Pokémona. Pokémon ten może zostać przeniesiony do gry Pokémon Red, Blue, lub Yellow przy użyciu Transfer Paka. Pokémony które można otrzymać jako nagrody to: Bulbasaur, Charmander, Squirtle, Hitmonlee, Hitmonchan, Eevee, Kabuto, i Omanyte.

## Kompatybilność z Game Boy
Do kardridża był dołączany Transfer Pak, do którego można było włożyć Game Pak z grą Pokémon Red i Blue lub Yellow. Konsola odczytywała grę i zapis pozwalając na edytowanie gry z poziomu Nintendo 64. Pokemony zawarte w zapisie mogły być używane podczas walki w grze. Transfer Pak pozwala również grać w gry Pokémon Red i Blue lub Yellow na ekranie TV.